# Netreba, Volodîmîreț
Netreba (în ucraineană Нетреба) este un sat în comuna Velîki Țepțevîci din raionul Volodîmîreț, regiunea Rivne, Ucraina.

## Demografie
Componența lingvistică a localității Netreba
     Ucraineană (98,11%)
     Rusă (1,72%)
Conform recensământului din 2001, majoritatea populației localității Netreba era vorbitoare de ucraineană (98,11%), existând în minoritate și vorbitori de rusă (1,72%).